# Rhagophthalmus fugongensis
Rhagophthalmus fugongensis är en skalbaggsart som beskrevs av Li, Liang in Li, Ohba och Liang 2008. Rhagophthalmus fugongensis ingår i släktet Rhagophthalmus och familjen Rhagophthalmidae. Inga underarter finns listade i Catalogue of Life.